# Samájl
Samájl (arabsky سمائل‎ Samāʾil‎ ) je město a rovněž provincie (vilájet) v Ománu, v regionu ad-Dáchílija. Počet obyvatel byl 44 744 lidí (2003). Samájl se nachází téměř uprostřed cesty mezi Nazvá a Maskatem. Západně od vilájetu se rozprostírá západní část pohoří al-Hadžar. Ve svém znaku má vilájet datlovou palmu. Stejně jako v mnoha oblastech země, i zde stojí spousta historických staveb, pevností, tvrzí a věží. Na území vilájetu se nachází okolo 73 vesnic.
Ve vilájetu se nachází několik pramenů či zřídel. Doposud bylo zaznamenáno 26 pramenů, z toho 19 studených a 7 teplých pramenů. Nejznámějším studeným pramenem je Ajn Vard, nejznámějším teplým Ajn Manabik. Turisticky atraktivní je horské zřídlo ve vesnici Síja.
Místní hospodářství tvoří zejména textilní průmysl a pastevectví, dále kožedělnictví, tkaní z palmových listů, výroba bižuterie a sladkostí.

## Podnebí
Je horké, tropické, s úhrnem srážek do 100 mm za rok. Průměrná roční teplota je bezmála 29 °C, přičemž průměr nejteplejšího června činí 37 °C, resp. 20 °C nejchladnějšího ledna.
V letních měsících (červen, červenec, srpen), teploty v noci konstantně neklesají pod 30 °C, Samájl je tak jedním z měst s nejteplejšími nočními teplotami na zemi, podobně jako Maskat či Súr (Omán). 